# Binter Mediterráneo
Binter Mediterráneo fue una aerolínea española con sede en el Aeropuerto de Málaga. La aerolínea fue creada en 1989 a semejanza de Binter Canarias, otra filial de Iberia LAE. Binter Mediterráneo tenía su base en Madrid y operaba una flota compuesta por seis aviones CASA CN-235. 

## Historia
A finales de los 80, Iberia intentó crear una serie de filiales regionales, entre otras cosas para aliviar las pérdidas que acumulaba en su red de vuelos domésticos. El primer paso era usar aviones más apropiados a este tipo de rutas y tráfico, e inicialmente se empleó el avión español CN-235, que no fue un avión muy popular entre el pasaje. Al final del siglo XX, Binter Mediterráneo sólo unía la ciudad de Melilla con Málaga, Almería, Granada, Valencia (vía Málaga) y, en su último año, con Madrid. 
Binter cesó sus operaciones después de que uno de sus aviones se estrellara el 29 de agosto de 2001 en las inmediaciones del aeropuerto de Málaga mientras realizaba la ruta Melilla-Málaga. Fue vendida por Iberia en junio de 2001 a Air Nostrum,que absorbió sus operaciones ese mismo añoy reemplazó los CASA CN-235 restantes por ATR 72.

## Antiguos destinos
| Destinos          | Aeropuertos                     | Desde | Desde | Desde | Desde | Desde | Desde | Desde |
| Destinos          | Aeropuertos                     | BCN   | VLC   | LEI   | IBZ   | PMI   | AGP   | MLN   |
| ----------------- | ------------------------------- | ----- | ----- | ----- | ----- | ----- | ----- | ----- |
| Alicante          | Aeropuerto de Alicante          |       |       |       | X     | X     |       |       |
| Almería           | Aeropuerto de Almería           |       | X     |       |       |       | X     | X     |
| Barcelona         | Aeropuerto de Barcelona-El Prat |       |       |       | X     | X     |       |       |
| Granada           | Aeropuerto de Granada           |       |       |       |       |       |       | X     |
| Ibiza             | Aeropuerto de Ibiza             | X     | X     |       |       | X     |       |       |
| Madrid            | Aeropuerto de Madrid-Barajas    |       |       |       |       |       |       | X     |
| Mahón             | Aeropuerto de Menorca           | X     | X     |       | X     | X     |       |       |
| Málaga            | Aeropuerto de Málaga            |       |       | X     |       |       |       | X     |
| Melilla           | Aeropuerto de Melilla           |       | X     |       |       |       | X     |       |
| Palma de Mallorca | Aeropuerto de Palma de Mallorca |       | X     |       | X     |       |       |       |
| Sevilla           | Aeropuerto de Sevilla           |       |       | X     |       |       | X     |       |
| Valencia          | Aeropuerto de Valencia          | X     |       | X     |       | X     | X     | X     |
| Zaragoza          | Aeropuerto de Zaragoza          | X     | X     |       |       |       |       |       |

## Flota histórica
Binter Mediterráneo operó las siguientes aeronaves:
| Aeronaves             | Total | Introducido | Retirado | Matrículas                                      |
| --------------------- | ----- | ----------- | -------- | ----------------------------------------------- |
| British Aerospace ATP | 1     | 1999        | 1999     | G-OBWO                                          |
| CASA CN-235           | 6     | 1990        | 2001     | EC-FAC, EC-FAD, EC-FBC, EC-HAU, EC-HAV y EC-FSX |

## Accidente del vuelo 8261
El 29 de agosto de 2001, el vuelo 8261 de Binter Mediterráneo se estrelló junto a la N-340, a unos 200 metros de la pista 32 del aeropuerto de Málaga. El piloto informó al Control de Tráfico Aéreo de Málaga, mientras se encontraba en aproximación final, que el motor izquierdo del avión había fallado y que tendría que realizar un aterrizaje de emergencia. El avión descendió, chocando contra las primeras luces de borde y deteniéndose justo al lado de la N-340. La investigación posterior del accidente reveló que, poco después del fallo inicial del motor, el primer oficial apagó inadvertidamente los dos motores del avión, lo que provocó una pérdida total de potencia. Cuatro de las 44 personas a bordo murieron, incluido el piloto, el capitán Fernández Ruano. El avión fue desguazado.